# A Winter's Tale
A Winter's Tale je píseň britské rockové skupiny Queen z alba Made in Heaven z roku 1995. Napsal ji Freddie Mercury v roce 1991, když se kapela po dokončení alba Innuendo přesunula do švýcarského Montreux. Při psaní písně se Mercury inspiroval pohledem z okna do okolí. Stejně jako velká část písní z tohoto alba, byla i tato dokončena zbylými členy Queen až v roce 1995, 4 roky po Mercuryho smrti. Píseň má lehký psychedelický nádech. V žebříčcích se singl umístil nejlépe na 6. místě v UK Singles Chart.

## Videoklip
Videoklip, který vznikl až po Mercuryho smrti, je vzdáním holdu, neboť se skládá ze záběrů a obrázků a fotografií jeho ručně psaných poznámek.

## Obsazení nástrojů
- Freddie Mercury – hlavní zpěv, doprovodné vokály, klávesy
- Brian May – elektrická kytara, slide guitar, doprovodné vokály
- Roger Taylor – bicí, doprovodné vokály
- John Deacon – basová kytara